# Die Kneipe
Die Kneipe ist ein Lied des deutschen Liedermachers Ulrik Remy aus dem Jahr 1973.

## Hintergrund
Die Kneipe, ein Lied das auf ironische Weise den Alltag in einer deutschen Kneipe behandelt, wurde vom Interpreten selbst geschrieben und komponiert. Für die Produktion zeichneten Konrad und Lutz Sternberg verantwortlich.
Die Erstveröffentlichung von Die Kneipe erfolgte als Teil von Ulriks Debütalbum Jeder kommt irgendwoher durch Philips Records im Jahr 1973. Im Folgejahr wurde das Lied als Single daraus ausgekoppelt. Diese erschien als 7″-Single mit der B-Seite Ulriks Tierleben (Zoo). Vertrieben wurde die Single durch Hanseatic; verlegt wurde es das Lied durch Phonogram.

## Charts und Chartplatzierungen
Die Kneipe stieg am 29. Juli 1974 auf Rang 40 der deutschen Singlecharts ein und erreichte seine beste Platzierung am 14. Oktober 1974 mit Rang 20. Die Single konnte sich 16 Wochen in den Charts platzieren, letztmals in der Chartausgabe vom 11. November 1974. Für Ulrik avancierte Die Kneipe zum einzigen Charthit seiner Karriere.
| ChartsChartplatzierungen | Höchstplatzierung | Wochen |
| ------------------------ | ----------------- | ------ |
| Deutschland (GfK)        | 20 (16 Wo.)       | 16     |